# Stuttgart 21

Esquema del proyecto Stuttgart 21

Stuttgart 21 es un proyecto de transporte y de renovación urbana en Stuttgart (Alemania), que pretende tener una operación de trenes más rápida y eficiente, mientras se libera espacio en superficie para la construcción de inmuebles y la expansión del parque central. Este proyecto es parte de la magistral europea, línea de alta velocidad que une a París con Budapest, pasando por Estrasburgo, Múnich y Viena entre otras.
La decisión definitiva de realizar la obra fue tomada en un referéndum.

## Historia
La primera iniciativa del proyecto data de 1994. Un año después, la Deutsche Bahn, la región y el Gobierno federal de Alemania aprobaron el proyecto que costaría presumiblemente 5000 millones de marcos. En 2001, la ciudad compró el terreno colindante con la estación por 459 millones de euros.
El costo inicial de 2600 millones de euros, ha acabado por dispararse hasta los 4100 millones. En 2010, al iniciarse los primeros trabajos del proyecto, hubo protestas masivas de partidarios y detractores de la obra.

## Controversia

Símbolo de las protestas contra Stuttgart 21

Previo al desarrollo del proyecto y durante su etapa de ejecución, tuvieron lugar numerosas protestas por parte de los opositores a S21, en su mayoría estudiantes, artistas, intelectuales, activistas ambientales y demás ciudadanos con conciencia ambiental.
Durante el proceso de construcción fueron eliminados árboles de gran porte, de más de 200 años de antigüedad que habitaban el Parque Central de la ciudad y demolida una parte del histórico edificio de la Estación Central de Stuttgart, mientras que se mantendrá el edificio principal.

## Concepto

Esquema de andenes de la Estación central de Stuttgart con los cambios futuros

En la actualidad Stuttgart cuenta con una estación de trenes con 4 niveles que sirve los trenes de alta velocidad, trenes regionales, tren ligero o U-bahn y el S-Bahn Stuttgart. Sin embargo, para los trenes de alta velocidad y los trenes interciudades resulta muy lento el ingreso en una estación de cabecera o estación de término.
Por tal razón el proyecto pretende pasar estos andenes a nivel subterráneo (donde está hoy en día el Klett-Passage) y girarlos a 90 grados. El proyecto incluye varios kilómetros de túnel para llegar y salir a la nueva estación central en segundos, conectando también con el aeropuerto, así los trenes que vengan del norte o del oeste (Karlsruhe o Fráncfort) puedan entrar en el Aeropuerto de Stuttgart y en la feria exposición.